# 順城区
順城区（じゅんじょう-く）は中華人民共和国遼寧省撫順市に位置する市轄区。

## 行政区画
5街道弁事処、1鎮、2郷を管轄する。
- 街道弁事所：長春街道、葛布街道、将軍堡街道、新華街道、撫順城街道
- 鎮：前甸鎮
- 郷：河北郷、会元郷

## 交通

### 鉄道
- 中国国家鉄路集団
  - 撫順北駅 - 瀋白旅客専用線（中国語版）（建設中）、瀋吉線、瀋撫都市間鉄道の乗換駅

### 道路
- 高速道路
  -  瀋吉高速道路
- 国道
  -  G202国道